# Herb powiatu sochaczewskiego
Herb powiatu sochaczewskiego – jeden z symboli powiatu sochaczewskiego, ustanowiony 3 maja 2002.

## Wygląd i symbolika
Herb przedstawia na tarczy czerwonej dzielonej w pas srebrną linią falistą w polu górnym mazowieckiego Orła Białego w koronie złotej z rozpostartymi skrzydłami, zwrócony w lewo, a w polu drugim na czerwonym polu dwa miecze białe o żółtych rękojeściach, skrzyżowane ze sobą. 